# Tallsjö
Tallsjö (sydsamiska: Bietsiejaevrie) är en by i Fredrika distrikt (Fredrika socken) i Åsele kommun i Västerbottens län (Lappland). Byn ligger mellan Käringträsket och Tallsjön vid riksväg 92, inte långt från Gideälven.

## Historia
Tallsjö nybygge anlades 1766 av svågrarna Salomon Pålsson från Hälla i Åsele socken och Nils Svensson från Kubbe i Anundsjö socken. Byn utvecklades snabbt. 1796 fanns där sex gårdar med totalt 40 personer, alla av samma släkt.
När timmerruschen inleddes i Lappmarken i slutet av 1800-talet köptes många av byns gårdar upp av skogsbolag. Vid sekelskiftet fanns bara fyra självägande bönder kvar, mot tolv dessförinnan. Den största privata skogsägaren i området blev Gideå & Husums AB, som 1902 övertogs av Mo och Domsjö AB. Bolaget placerade en faktor i Tallsjö och dessutom tillkom förvaltare och skrivbiträden. I början av 1930-talet hade Mo och Domsjös faktor, som även administrerade Domänverkets avverkningar, ibland 265 huggare och uppemot 65 hästar i arbete. 
Det var då befolkningen i Tallsjö nådde sin kulmen. På 1930-talet beräknas omkring 300 personer ha funnits i byn, inklusive pigor, drängar, tummare, huggare och andra bolagsanställda. Det fanns tre affärer, poststation, taxirörelse, café, gästgiveri, dansbana, småskola och folkskola.
I mitten av 1950-talet lät Domänverket bygga sex arbetarvillor ritade av Ralph Erskine i Tallsjö. Inte långt därefter vände utvecklingen nedåt. På 1990-talet bodde ett 50-tal personer i Tallsjö – ungefär lika många som 1796, men nu fördelade på 30 hushåll.

## Samer
Området där Tallsjö anlades ingick under 1600- och 1700-talen i Lånaträsks eller Lanaträsks lappskatteland.
Det finns uppgifter om att konflikt uppstod mellan nybyggarna i Tallsjö och lappskattelandets innehavare, Tomas Kristoffersson, om betet på Granliden. Kristoffersson slog sig senare ned som nybyggare i Gravsjö, varefter lappskattelandet inte tycks ha haft någon samisk innehavare.
Senare har fjällsamer från Vilhelmina norra sameby haft för vana att tillbringa vintrarna med sina renar kring Tallsjö och då hyrt in sig hos befolkningen, exempelvis i bagarstugor. Även idag bor ett par av renskötarna från denna sameby vintertid i Tallsjö, men numera i egna hus.

## Fornfynd
I slutet av 1800-talet påträffades en trindyxa av sandstensliknande material i Tallsjö. Den har daterats till ungefär 6000 f.Kr.

## Utdikningen av Basarmyran
I slutet av 1920-talet tog landshövding Gustav Rosén initiativ till en utdikning av den milsvida Basarmyran strax öster om Tallsjö. Visionen var att torrlägga 2 000 hektar myr för att utvinna 800 hektar odlingsbar jord och samtidigt förbättra tillväxten hos omgivande skogar. I en artikel i Västerbottens folkblad från 1941 konstaterades att om Basarmyran hade varit torrlagd 25 år tidigare skulle ingen höbrist ha rått i Västerbottens län. 
Eftersom dikena skulle grävas för hand till fyra meters bredd och tre meters djup krävdes stora arbetsinsatser, och för att kostnaderna skulle bli rimliga lät man samvetsömma (vapenvägrare) ägna sig åt detta. De första anlände 1933 och fick bo i ett barackläger på Storholmen invid stora landsvägen. De flesta var vapenvägrare av religiösa skäl, mest pingstvänner. Det sägs att de om kvällarna, sedan de tvättat leran av sig, stämde upp Hallelujasånger till strängaspel och handklaver. Några av dikesgrävarna hade dock hamnat där för att de var kommunister. Projektet pågick under tio års tid med 80–90 man per sommar.
Någon odlingsmark blev det dock aldrig av Basarmyran, men viss skogstillväxt kan iakttas utmed dikena.

## Sevärdheter
I Tallsjö finns ett lanthandelsmuseum.